# Robert-Blum-Straße (Weimar)

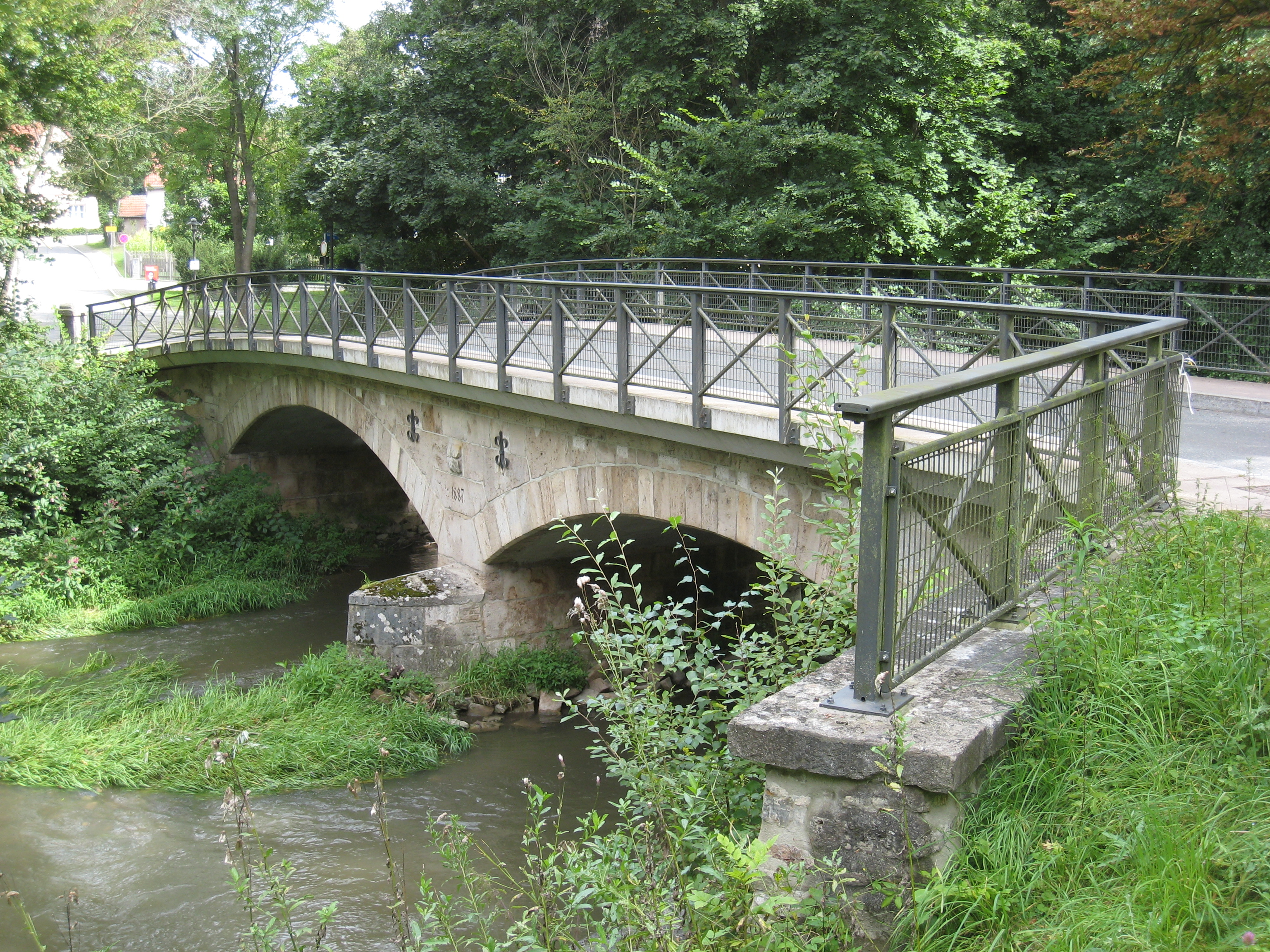
Tiefurter Brücke

Die nach dem Revolutionär Robert Blum benannte Robert-Blum-Straße im Weimarer Ortsteil ist eine Verbindungsstraße, die den Verkehr von der Tiefurter Allee bzw. Denstedter Straße in Richtung Tiefurt aufnimmt. Dabei überquert man über die Tiefurter Brücke die Ilm. Sie endet an der Hauptstraße, gegenüber des Schlossparks von Tiefurt. Links noch vor der Brücke befindet sich ein Parkplatz, der die zahlreichen Besuchern des Schloss Tiefurt genutzt wird. Dieser Weg wiederum führt zur Kläranlage Weimar.
Die Tiefurter Brücke steht auf der Liste der Kulturdenkmale in Weimar (Einzeldenkmale) bzw. der Liste der Kulturdenkmale in Tiefurt.